# Thunderlooper
Thunderlooper est un ancien parcours des montagnes russes navette lancées du parc Alton Towers dans le Staffordshire, au Royaume-Uni.
Depuis 1999, il est exploité sous le nom Katapul au parc Hopi Hari, au Brésil.

## Localisations diverses
Ces montagnes russes ont été localisées :
- Kings Dominion sous le nom King Kobra de 1977 à 1986.
- Jolly Roger Amusement Park (en) sous le nom King Kobra de 1987 à 1989.
- Alton Towers sous le nom Thunderlooper de 1990 à 1996.
- Hopi Hari sous le nom Katapul depuis 1999.

## Statistiques
- Éléments : Looping vertical
- Mécanisme de traction / propulsion : Weight Drop Launch
- Option : Looping de 22 mètres de diamètre, poids de 40 tonnes.